# Oška oblast
Oška oblast (kirgiski: Ош областы) je jedna od sedam oblasti u Kirgistanu. Središte oblasti je grad Oš.

## Zemljopis
Oška oblast nalazi se u zapadnom Kirgistanu na granici s Uzbekistanom, Kinom i Tadžikistanom. Susjedne oblasti su Batkenska na zapadu, Žalalabatska na sjeveru, i Narinska na istoku. Oblast je podjeljena na sedam okruga. S površinom od 28.934 km² četvrta je po veličini kirgiška oblast.

## Stanovništvo
Prema popisu stanovništva iz 2009. godine regija je imala 999.576 stanovnika,  dok je prosječna gustoća naseljenosti 35 stan./km2. Prema etničkoj pripadnosti većina stanovništva su Kirgizi koji čine 68,6% stanovništva i Uzbeci s 28,0%.